# Vanessa Amorosi
Vanessa Amorosi, född 8 augusti 1981 i Melbourne, är en australisk sångerska som sålt fler än 2 miljoner skivor över hela världen. Hon har släppt fyra studioalbum, två samlingsalbum och tjugoen singlar. Hennes internationellt mest kända låt är hennes andra singel "Absolutely Everybody" från 1999 som nådde plats 42 på Sverigetopplistan. I Australien har hon haft sex topp-10-hits. Hennes karriär startade med genast internationell framgång men under de senare åren har hennes musik för det mesta stannat inom Australien. Hennes första singel som toppade den australiska singellistan var "This Is Who I Am" från 2009.

## Diskografi

### Album
- 2000 - The Power
- 2002 - Change
- 2008 - Somewhere in the Real World
- 2009 - Hazardous

### Samlingsalbum
- 2001 - Turn to Me
- 2005 - The Best of Vanessa Amorosi